# Björntjänst

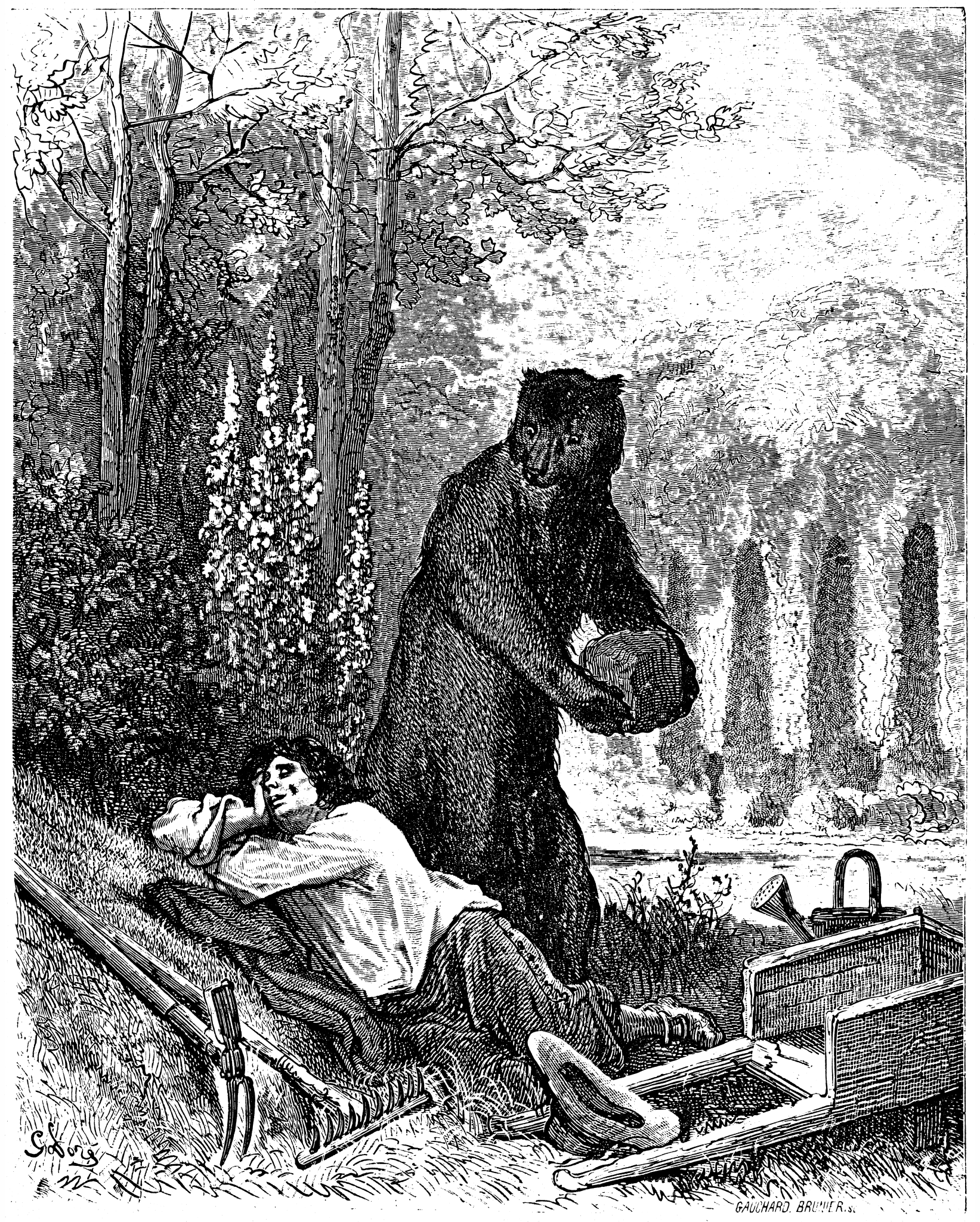
Fabeln illustrerad av Gustave Doré på 1800-talet.

En björntjänst är en välmenad tjänst som får förödande, eller i varje fall negativa, följder för mottagaren. Uttrycket kommer från den franska fabeln om björnen och trädgårdsmästaren (L'ours et l'amateur des jardins) av La Fontaine , där en tam björn slår ihjäl en fluga på sin sovande väns ansikte med en sten. Följden blir också att slaget oavsiktligt dödar den gode vännen. På franska är talesättet "Le Pavé de l'Ours", "Björnsten".
Fabelns sensmoral lyder: Det är farligt att ha en obegåvad vän; det är bättre med en förståndig fiende att möta.